# The Secret Life of Walter Mitty (cuento)
The Secret Life of Walter Mitty (español: La vida secreta de Walter Mitty) es un cuento corto por James Thurber. Lo más famoso de sus cuentos, fue publicado por primera vez en The New Yorker el 18 de marzo de 1939, y fue recopilado en su libro My World and Welcome to It (Mi mundo y bienvenido a él), publicado por Harcourt, Brace and Company en 1942. Desde entonces ha sido reimpreso en James Thurber: Writings and Drawings (James Thurber: Escritos y dibujos; The Library of America, 1996), está disponible en línea en The New Yorker, y es uno de los cuentos más incluidos en antologías en la literatura de los Estados Unidos. Se considera el cuento una de las "obras maestras reconocidas" de Thurber. En 1947, se convirtió en una película del mismo nombre, con Danny Kaye en el papel titular, aunque discrepa mucho del cuento original. Además fue adaptado en una película de 2013, que otra vez es muy diferente del original.
El nombre "Walter Mitty" y el adjetivo derivado Mittyesque han entrado al idioma inglés, significando una persona inefectiva que pasa más tiempo soñando despierta que poniendo atención al mundo real, o en una forma más grave, alguien que intencionalmente intenta engañar o convencer a otros que es algo que no es. 
En su autobiografía My First Hundred Years in Hollywood, el jefe del estudio Warner Brothers Jack Warner describió el actor Errol Flynn así, "Para los Walter Mittys del mundo, él fue todos los héroes en un paquete magnífico, sexy, y animal."

## Trama
El cuento se trata de un hombre apacible que conduce a Waterbury, Connecticut con su esposa para hacer sus compras semanales y para que su esposa pueda visitar el salón de belleza. Durante este periodo, tiene cinco episodios heroicos soñando despierto, cada uno inspirado por algún detalle de sus alrededores prosaicos. En el primero, él es un piloto de una hidrocanoa de la Armada de los Estados Unidos en una tormenta, lo que es seguido de la queja de la Señora Mitty que Mitty "está conduciendo demasiado rápido". Cuando pasa el hospital, se imagina como un cirujano magnífico haciendo una cirugía única en su género. Luego, oyendo un repartidor de periódicos gritando del "juicio de Waterbury" empieza la tercera fantasía, como un asesino mortífero testificando en una sala. Mientras espera a su esposa, recoge una edición vieja de la revista Liberty (revista) y lee "¿Puede Alemania vencer al mundo por el aire?" lo cual empieza su cuarto sueño despierto, como un piloto de la Real Fuerza Aérea ofreciéndose como voluntario para un ataque suicida para bombardear un depósito de municiones. Al final del cuento, Mitty estar de pie contra un muro, fumando, e imaginándose ante del fusilamiento, "inescrutable hasta el último".

## Análisis
Mitty es un protagonista muy en el estilo de Thurber, a tal punto que se ha llamado "el arquetipo para el hombre soñador, desgraciado de Thurber." Como muchos de sus personajes varones, como el esposo en The Unicorn in the Garden (El unicornio en el jardín) y los hombres que no impresionan físicamente que Thurber empareja con mujeres más grandes en sus dibujos animados, Mitty es dominado y sobrecargado por su esposa. Como el hombre que vio el unicornio, él escapa por sus fantasías. Se encuentra una dinámica similar en el cuento de Thurber The Curb in the Sky (El bordillo en el cielo), en el que un hombre empieza a contar sus sueños como anécdotas como un intento de parar a su esposa de corregir los detalles de sus cuentos. 
En su libro del año 2001, The Man Who Was Walter Mitty: The Life and Work of James Thurber (El hombre que fue Walter Mitty: La vida y obra de James Thurber), el autor Thomas Fensch sugiere que el personaje fue basado en gran parte en el mismo Thurber. Es congruente con las interpretaciones imaginativas de formas que Thurber describió de su "visión de dos quintos" en su ensayo The Admiral on the Wheel (El almirante al timón). El neurólogo V. S. Ramachandran sugiere que Thurber tenía el síndrome de Charles Bonnet, una condición neurológica que causa alucinaciones vívidas y estrambóticas en los ciegos.
Se puede ver el amor del juego de palabras de Thurber en su acuñar de algunos términos tontos en el cuento, incluyendo la jerga pseudomédica obstreosis of the ductal tract, streptothricosis, y la onomatopeya recurrente ta-pocketa-pocketa-pocketa. La sandez médica que coreoposis se ha establecido usa el nombre de una flor que suena vagamente como una condición médica horrible. 

## Película de 1947
El cuento fue convertido en una película en 1947 protagonizado por Danny Kaye como un joven redactor de revistas pulp que pasa mucho tiempo soñando despierto. La película fue adaptada para la pantalla por Ken Englund, Everett Freeman, y Philip Rapp, y dirigida por Norman Z. McLeod. Se grabó en Technicolor.
Thurber fue consultado repetidamente sobre el guion, pero sus sugerencias fueron en su mayoría ignoradas por el productor Samuel Goldwyn, que hizo que los escritores cambiaran el cuento original para exhibir los talentos de Kaye. En una carta a la revista Life, Thurber expresó insatisfacción considerable con el guion, mientras Goldwyn insistió en otra carta que Thurber lo había aprobado.
Una adaptación de radio en 1947, en la cual Danny Kaye y Virginia Mayo repiten sus papeles, fue presentada en el programa The Screen Guild Theater. Debido a que el programa duraba una media hora, incluyendo los comerciales, las rutinas superfluas de Kaye son minimizadas, resultando que el programa se parecía más al cuento original que la película. Aún más similar al cuento original es una adaptación de radio en el programa This is My Best con Robert Benchley interpretando Mitty.

## Película de 2013
20th Century Fox produjo y Ben Stiller dirigió otra adaptación cinematográfica en 2013, que también discrepa mucho del cuento. Stiller protagoniza como Mitty y Kristen Wiig, Shirley MacLaine, Patton Oswalt, Adam Scott, Kathryn Hahn, y Sean Penn también aparecen en la película. Se estrenó el 25 de diciembre de 2013 en los Estados Unidos y otros países. Tuvo un presupuesto de 90 millones de dólares.

## Adaptaciones escénicas
The Secret Life of Walter Mitty fue adaptado para el escenario por Thurber como parte de la revista de Broadway A Thurber Carnival. La escena, que cerró el espectáculo, (excepto para World Dance Part II) fue casi idéntica al cuento corto, pero al final Mitty inteligentemente evita que le disparen. El elenco original fue:
- Peggy Cass como la Sra. Mitty
- Tom Ewell como Walter Mitty
- Paul Ford como el Sr. Pritchard-Mitford y El Líder
- John McGiver como el Dr. Renshaw
- Wynne Miller como el Enfermero
- Peter Turgeon como Narrador, el Tte. Berg y el Dr. Remington
- Charles Braswell como el Dr. Benbow

Fue adaptado otra vez para el escenario en 1964, esta vez por Joe Manchester. La versión musical de The Secret Life of Walter Mitty representa a Mitty a la edad de 40 años, tentado por la "cantante aspirante" Willa De Wisp a dejar a su esposa Agnes y realmente vivir "la vida secreta". Incluye 17 canciones con letras de Earl Shuman y música de Leon Carr. El musical se estrenó fuera de Broadway en el Players Theater el 26 de octubre de 1964 y duró 96 interpretaciones. La revista Time describió la trama como "extrapolada con audacia" del cuento corto, y llamó al resultado "una noche agradable absolutamente". Columbia Records publicó una grabación del elenco original en vinilo, también fechada en 1964.